# Río Mahaica
El río Mahaica es un curso de agua en Guyana. Se encuentra en la región de Demerara-Mahaica, en la parte noreste del país, a 28 km al este de la capital, Georgetown.
El clima de sabana predomina en la zona. La temperatura media anual en la zona es de 24 °C. El mes más cálido es octubre, cuando la temperatura promedio es de 26 °C, y el más frío es junio, con 22 °C. La precipitación media anual es de 1.850 milímetros. El mes más lluvioso es mayo, con un promedio de 274 mm de precipitación , y el más seco es septiembre, con 19 mm de precipitación.